# 마도전기
《마도전기》는 컴파일이 발매한 1인칭 던전 탐험 RPG 시리즈이다. 1989년에 컴파일의 월간 구독지 디스크 스테이션을 통해 MSX2와 PC-9801로 처음 출시됐고, 1990년대 중반에 설립된 컴파일 한국 지사를 통해 대한민국에도 일부 출시됐다. 일본어판 제목은 《마도 이야기》이다. 후에 이 게임의 인물들을 이용한 컴파일 사 퍼즐 게임 시리즈 《뿌요뿌요》가 제작됐다.

## 게임 목록
- 《마도 이야기: 에피소드 II》 카벙클 - MSX2 (1989)
- 《마도 이야기 1-2-3》 - MSX2 (1990), PC-9801 (1991)
  - 《마도 이야기 I: 3개의 마도구》 - 게임 기어 (1993)
  - 《마도 이야기 II: 아르르 16살》 - 게임 기어 (1994)
  - 《마도 이야기 III: 궁극의 여왕님》 - 게임 기어 (1994)
  - 《마도 이야기: 하나마루 대유치원아》 - 슈퍼 패미컴 (1996)
  - 《마도 이야기 I》 - 메가 드라이브 (1996)
  - 《마도 이야기: 불꽃의 졸업생》 - PC 엔진 (1996)
- 《마도 이야기 A-R-S》 - PC-9801 (1993)
  - 《마도 이야기 A: 두근두근 베케이션》 - 게임 기어 (1995)
- 《마도 이야기: 도초이문》 - PC-9801 (1994)
- 《마도전기: 엉망진창 기말고사》 - 윈도우 (1996)
- 《마도전기: 마도사의 탑》 - 윈도우 (1997)
- 《마도전기: 엘라시온의 비밀》 - 윈도우 (1997)
- 《마도 이야기》 - 세가 새턴 (1998)
- 《마도 이야기 모바일》 - i-mode (2005)

### 내용주
1. ↑  魔導物語 마도모노가타리[*]

## 같이 보기
- 뿌요뿌요
- 성마도이야기